# Коэндзи Хяккэй
Коэндзи Хяккэй (яп. 高円寺百景) — японская группа, которую в 1991 году основал барабанщик Тацуя Ёсида, стиль группы — смешение прогрессивного рока, авангарда и хадкор-панка.

## Название
Название группы переводится как «Сто достопримечательностей Коэндзи», а Коэндзи — это район Токио, где, собственно и проживает Тацуя, да и Аки Кубота (видная участница группы), известная также в качестве вокалистки и клавишницы группы Bondage Fruit.

## История группы
Альбом Hundred Sights Of Koenji (1994) посвящён стилю цойль, но присутствуют также панк-хардкор, фолк, музыка для видеоигр, симфо-прог.
Альбом «II» или «Viva Koenji!»(1997) — более агрессивный, с элементами симфонизма, так же много цойла.
Аки Кубота покидает группу.
Альбом Nivraym (2001) — получился более открыто проговым, чем 2 предыдущих.
Альбом Angherr Shisspa (2005) — Koenji Hyakkei сдвинулись со своей цойль-тропинки в сторону джаз-рок\фьюжна практически кентерберийского характера с авангардным уклоном.

## Значение
С группой Koenji Hyakkei связывают возрождение интереса к стилю цойль в 90-е годы 20-го века.
Творчество группы получило положительные отклики в прессе, так в одной статье утверждается, что этот проект Ёсиды может войти в историю как величайшее его достижение: наиболее совершенное смешение прога, авангарда и хардкор-панка.

## Дискография
- 1994: Hundred Sights of Koenji (高円寺百景) (перезаписан и переиздан в 2008)
- 1997: Viva Koenji! (弐(II))
- 2001: Nivraym (перезаписан и переиздан в 2009)
- 2005: Angherr Shisspa
- 2018: Dhorimviskha